# Estació de Santa Linya
Sant Linya és una estació de ferrocarril de FGC situada al municipi de les Avellanes i Santa Linya, a diversos kilòmetres del nucli urbà, a la comarca de la Noguera. L'estació es troba a la línia Lleida - la Pobla de Segur per on circulen trens de la línia RL2 amb destinació la Pobla de Segur passant per Tremp. També trens turístics sota el nom comercial del Tren dels Llacs.
Aquesta estació va entrar en servei l'any 1949 quan es va obrir el tram entre Balaguer (1924) i Cellers-Llimiana. Actualment aquest baixador és una parada facultativa, que cal sol·licitar al cap de tren per tal que el comboi hi pari.
Segons el Pla Territorial de l'Alt Pirineu i Aran el tram entre Balaguer i la Pobla té una consideració regional «que dona servei a una població quantitativament modesta i a una demanda de mobilitat obligada molt feble».
L'any 2016 va registrar l'entrada de menys de 1.000 passatgers.
| Línia Lleida - la Pobla de Segur de FGC |                    |       |      |                        |
| Procedència/Destinació                  | <                  | Línia | >    | Procedència/Destinació |
| Lleida Pirineus                         | Vilanova de la Sal |       | Àger | La Pobla de Segur      |